# 양동역
양동역(Yangdong station, 楊東驛)은 경기도 양평군 양동면 쌍학리에 위치한 중앙선의 철도역이다.

## 역사
- 1940년 4월 1일 : 보통역으로 영업개시[1]
- 1991년 9월 1일 : 소화물 취급 중지[2]
- 2006년 11월 5일 : 화물 취급 중지[3]
- 2009년 8월 11일 : 임시역사로 업무이전
- 2012년 9월 25일 : 중앙선 용문-서원주 간 복선전철 개통
- 2013년 3월 21일 : 신 역사 준공
- 2020년 3월 2일 : 태백선 청량리 ~강릉 무궁화호 종점이 동해역으로 단축운행 및 영동선 동해행 누리로로 대체정차 예정 3월 2일까지만 강릉행 무궁화호로 운행(3월 3일부터 누리로로 대체 운행)
- 2020년 3월 3일 : 영동선 누리로(청량리 ~ 동해)운행개시
- 2022년 11월 5일 : ITX-새마을 정차 개시
- 2023년 9월 1일 : ITX-마음 운행 개시
- 2023년 12월 29일 : 태백선 ITX-마음 무정차 통과

## 운행 정보
무궁화호만 정차하며, 이 역을 통과하는 모든 무궁화호가 정차한다. 원래 이 역은 무궁화호 선택정차역이었으나 2021년 1월 5일 중앙선이 이설되며 모든 무궁화호가 정차하게 되었다.

## 역 구조
2면 4선식 쌍섬식 승강장을 갖추고 있으며, 무궁화호가 정차하는 저상홈과 수도권 전철용 고상홈이 겸용되어 있다.

### 승강장
| ↑매곡           |
| ４３ \| ２１ \| |
| 삼산↓           |

| 1 | 중앙선 | ITX-새마을 ITX-마음 무궁화호 | 사용하지 않음           |
| 2 | 중앙선 | ITX-새마을 ITX-마음 무궁화호 | 안동 · 부전 · 동해 방면 |
| 3 | 중앙선 | ITX-새마을 ITX-마음 무궁화호 | 양평 · 청량리 방면      |
| 4 | 중앙선 | ITX-새마을 ITX-마음 무궁화호 | 사용하지 않음           |

## 사진

승강장 파노라마

## 인접한 역
| 중앙선           | 중앙선            | 중앙선           |
| ---------------- | ----------------- | ---------------- |
| 매곡 청량리 방면 | ITX-새마을 중앙선 | 삼산 안동 방면   |
| 용문 청량리 방면 | ITX-마음 중앙선   | 서원주 부전 방면 |
| 매곡 청량리 방면 | 무궁화 태백선     | 삼산 동해 방면   |